# جغد سیاه
جغد سیاه (به انگلیسی: The Black Owl) نام دو شخصیت خیالی ابرقهرمان است که هر دو در دهه ۱۹۴۰ در انتشارات جایزه Prize Comics پدیدار شدند.